# 張壽齡

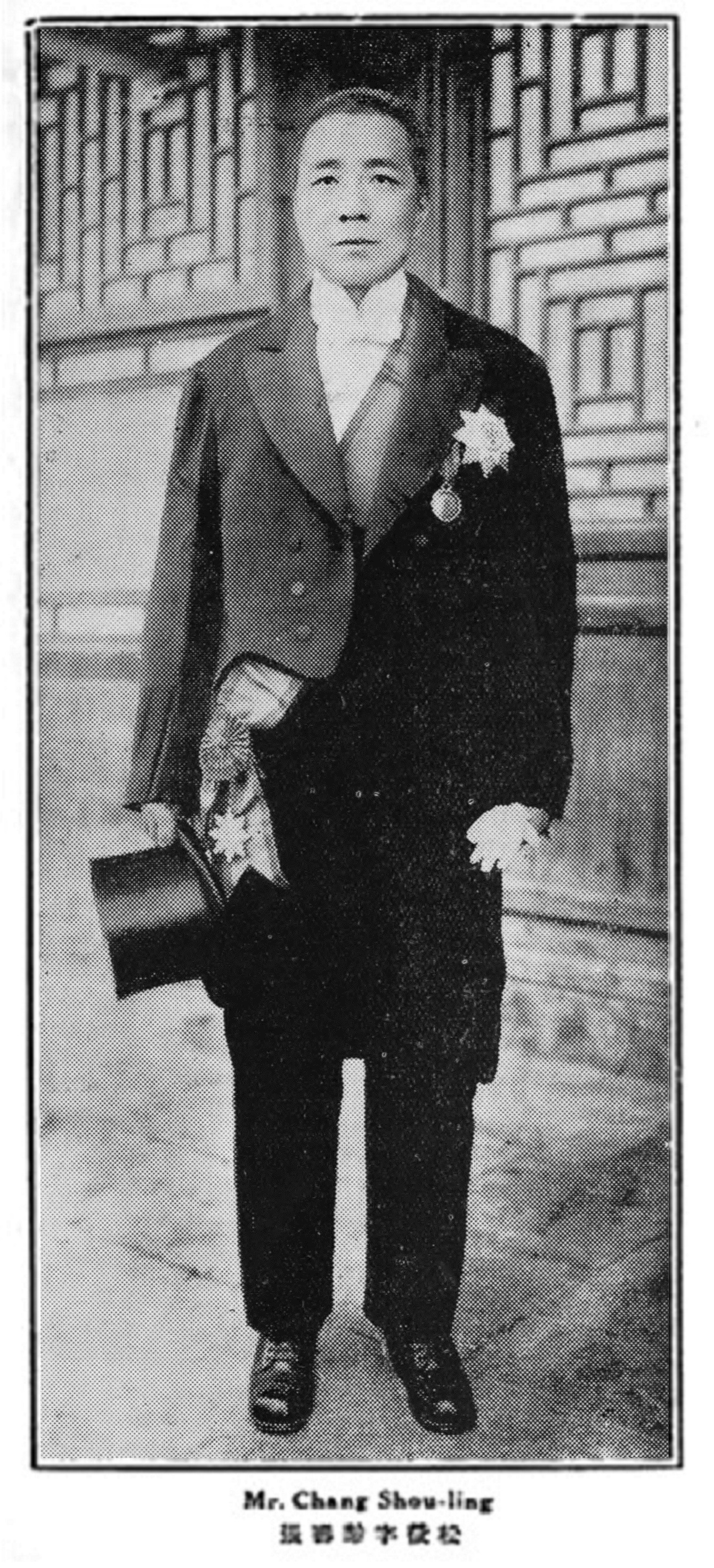

張壽齡（1869年—1937年），字筱松，號澹如，室名小黄花馆，江蘇武進人。清朝及中华民国政治人物。

## 生平
张寿龄清代同治九年生。光绪十八年（1892年）壬辰科二甲第二名进士，曾任南洋公学总理。
张寿龄早年赴日本留学（但无任何其他佐证），归国后历任知县、知州、奉天粮饷总办、军备处总办等职务。
中华民国成立后，民国2年（1913年），任江苏国税筹备处处长兼江苏财政司司长。民国3年（1914年）2月，任财政部次长，任至民国4年（1915年）6月免职。后来，张寿龄曾任总统府顾问、全国烟酒事务署督办等职务。民国11年（1922年），张寿龄创办烟酒商业银行。后任中华懋业银行经理。《民国人物大辞典》

## 家族
父张受书，余姚县令，死后封如公官。母赵氏，封夫人。兄长张鹤龄(1867－1908)，字筱圃（常州文史资料记载“昆仲皆高材生”）。

## 轶事
《Who's Who in China》（中国名人录）3rd、4th、5th的三次新版本皆有张寿龄（Chang Shou-ling）事迹的记载，可见他当时在中国非常有名望，可惜如今湮灭在历史里了。据《Who's Who in China》记载，他是一个进士，26岁就负责山东全省财政。1920年获得二等大绶嘉禾章。1922年获得一等大绶宝光嘉禾章。
1922年的农历十月十三日，溥仪与婉容举行结婚大典，张寿龄等遗老旧臣前往宫内进献朝贺。过了大约两个月，也就是农历十二月，溥仪将御笔菊花图轴赏赐给张寿龄。
据当时报纸记载的小道消息：张寿龄的女公子与交行行员余君，在永安饭店结婚，礼成后，新郎新娘均立永安大门外，由同生照相馆为之摄影，一时路人均驻足以观，啧啧称羡。